# Kholeno
Le Kholeno est un sommet en Iran culminant à 4 375 mètres d'altitude dans la chaîne de l'Elbourz.